# Losenstein
Losenstein  ist eine Gemeinde mit 1688 Einwohnern (Stand 1. Jänner 2024) in Oberösterreich im Bezirk Steyr-Land.

## Geografie
Losenstein liegt im oberösterreichischen Traunviertel an der Enns. Die Fläche misst rund zwanzig Quadratkilometer. Die Ausdehnung beträgt von Nord nach Süd 8,1 Kilometer, von West nach Ost 4,5 Kilometer. Mehr als die Hälfte der Fläche ist bewaldet, beinahe vierzig Prozent werden landwirtschaftlich genutzt.

### Gemeindegliederung
Die Gemeinde umfasst die Ortschaft Losenstein. Katastralgemeinden sind Losenstein und Stiedelsbach.

### Nachbargemeinden
|          |                                             | Laussa |
| Ternberg | Kompassrose, die auf Nachbargemeinden zeigt |        |
|          | Reichraming                                 |        |

Die Gemeinde war ursprünglich Teil des Gerichtsbezirks Weyer, seit 1. Jänner 2014 gehört die Gemeinde zum Gerichtsbezirk Steyr.

## Geschichte

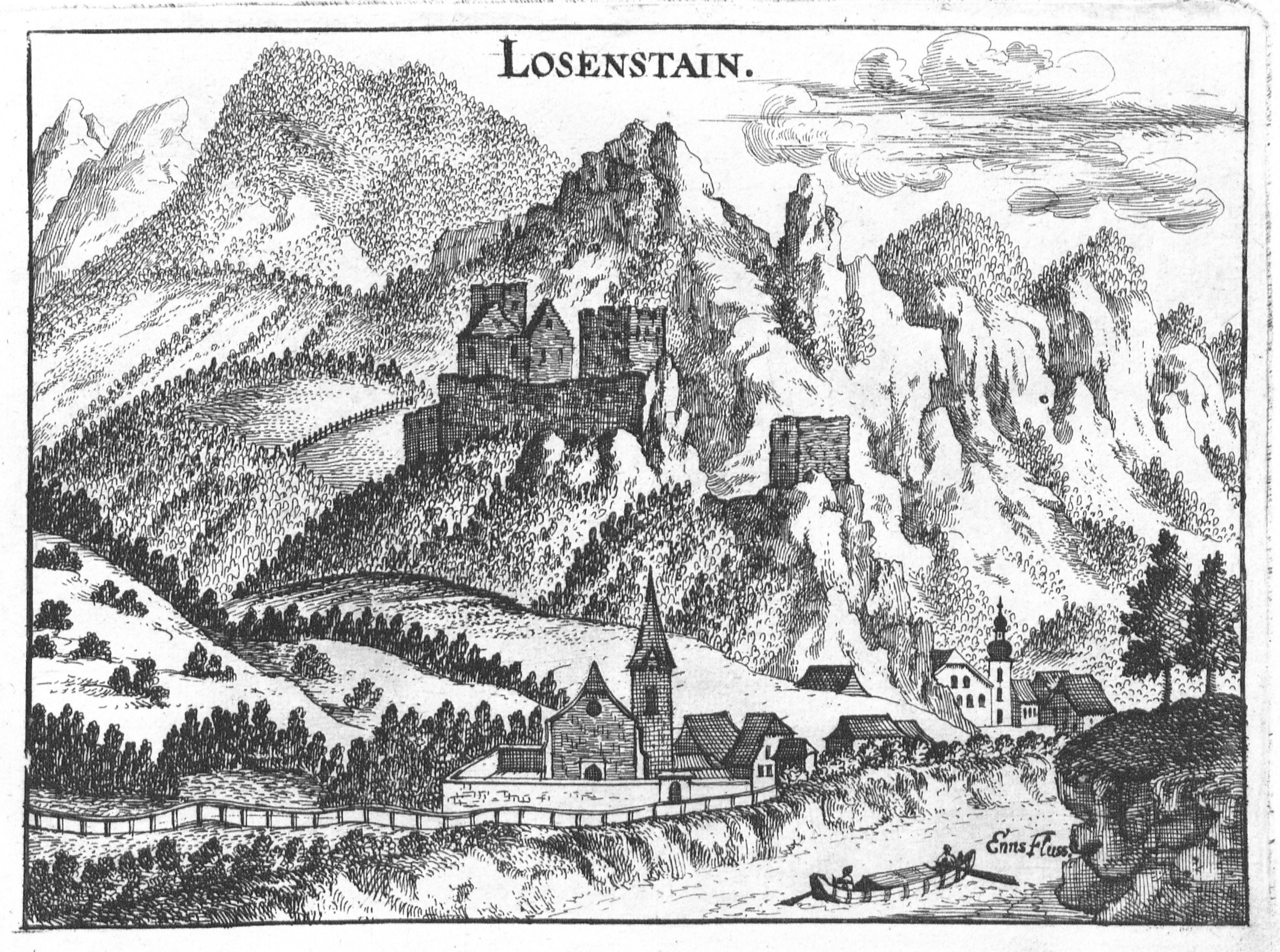
Burg Losenstein, Kupferstich von 1674

Die Geschichte der Gemeinde ist eng mit der Geschichte der Burg Losenstein verknüpft. Die Burg wurde um 1150 vom Steirischen Adelsgeschlecht der Otakare erbaut. Die erste urkundliche Erwähnung stammt aus dem Jahr 1170, wo Ortholf von Losenstein als Zeuge einer Schenkung genannt wird. Der kinderlose Ottokar IV. übergibt seinen Besitz in der sogenannten Georgenberger Handfeste 1186 an die Babenberger. Als die Babenberger 1246 aussterben, war das Gebiet herrenlos und Plünderungen ausgesetzt. 1252 setzte Ottokar II. den für seine Gewalttaten berüchtigten Dietmar von Steyr als Herr von Losenstein ein. Er und seine Nachkommen nannten sich seitdem „von Losenstein“ und erweiterten die Burg. Zu Beginn des 15. Jahrhunderts bauten sie ein Wasserschloss in Losensteinleithen und verließen 1418 die Burg. Sie wurde bis ins 16. Jahrhundert noch von Pflegern betreut, verfiel dann aber. Im Jahr 1692 starben die Losensteiner aus und der Besitz fiel an das Geschlecht Auersperg, so auch die Ruine von Schloss Losenstein. Im Jahr 1905 erwarb das Land Oberösterreich die Überreste.
Die den heilgen Blasius und Dionysius geweihte Kirche wurde um 1250 erbaut, ihre erste urkundliche Erwähnung stammt aus dem Jahr 1339. Die Apsis stammt aus der Zeit um 1350, das Langhaus wurde 1514 gebaut. War der Friedhof ursprünglich rund um die Kirche, so wurde dieser 1825 an den Ortsrand verlegt.
Seit 1918 gehört der Ort zum Bundesland Oberösterreich. Nach dem Anschluss Österreichs an das Deutsche Reich am 13. März 1938 gehörte der Ort zum Gau Oberdonau. Nach 1945 erfolgte die Wiederherstellung Oberösterreichs.

## Kultur und Sehenswürdigkeiten

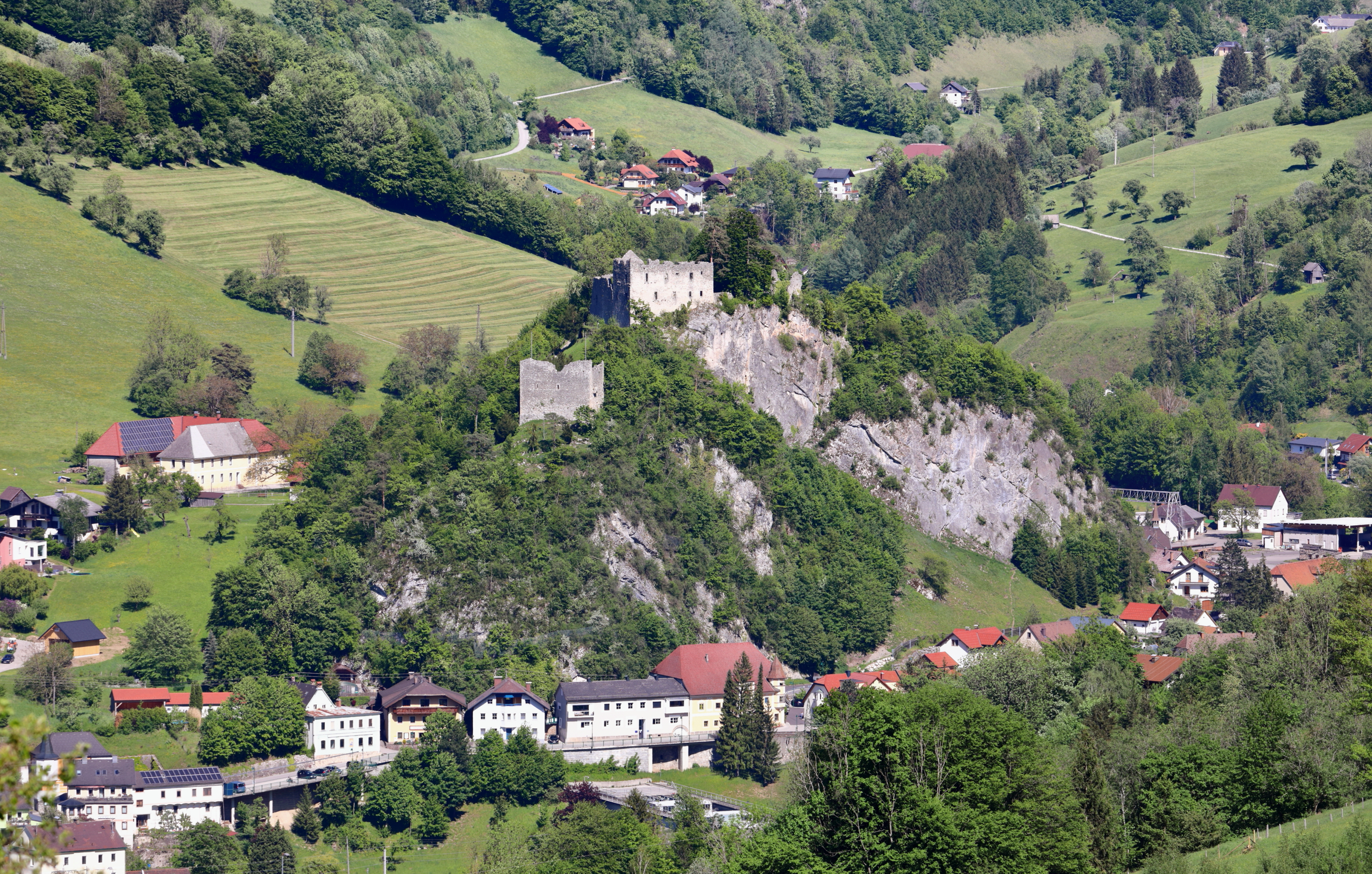
Burg Losenstein

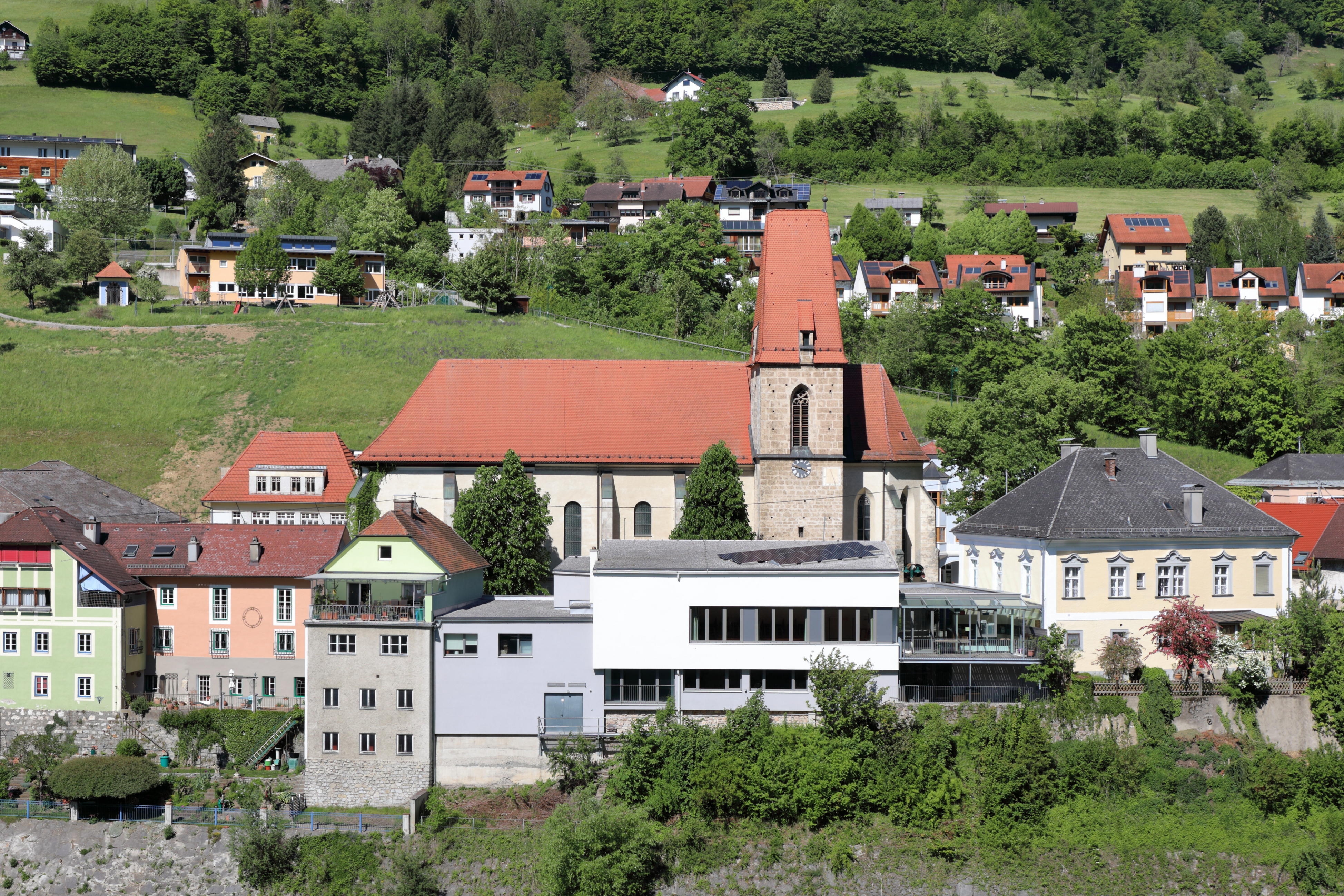
Pfarrkirche Losenstein

- Burgruine Losenstein: 12. Jahrhundert; eine der größten und ältesten Burgruinen des Landes Oberösterreich. Der, im Zentrum des Ortskerns stehende, Felsen der Burgruine dient des Weiteren als Klettergebiet („Burgfelsen“), sowie als Aussichtsplattform. Die Ruine besteht aus zwei Hauptgebäuden, die das Ortsbild Losensteins prägen.
- Katholische Pfarrkirche Losenstein hl. Blasius

## Wirtschaft und Infrastruktur
Die ansässigen Betriebe in der Gemeinde Losenstein bieten qualifizierte Arbeitsplätze. Losenstein ist eine Einpendlergemeinde, sodass die Mitarbeiter vieler Betriebe aus anderen Gemeinden stammen.

### Wirtschaftssektoren
Von den 67 landwirtschaftlichen Betriebe des Jahres 2010 wurden 25 im Haupterwerb geführt. Diese bewirtschafteten zwei Drittel der Flächen. Im Produktionssektor waren 421 Erwerbstätige im Bereich Herstellung von Waren beschäftigt. Die wichtigsten Arbeitgeber des Dienstleistungssektors waren die Bereiche Handel und soziale und öffentliche Dienste.
| Wirtschaftssektor            | Anzahl Betriebe | Anzahl Betriebe | Erwerbstätige | Erwerbstätige |
| Wirtschaftssektor            | 2011            | 2001            | 2011          | 2001          |
| ---------------------------- | --------------- | --------------- | ------------- | ------------- |
| Land- und Forstwirtschaft 1) | 67              | 74              | 43            | 43            |
| Produktion                   | 19              | 12              | 442           | 320           |
| Dienstleistung               | 91              | 65              | 276           | 320           |

1) Betriebe mit Fläche in den Jahren 2010 und 1999
| Von den rund 800 Erwerbstätigen, die 2011 in Losenstein lebten, arbeitete ein Drittel in der Gemeinde, zwei Drittel pendelten aus. Von den umliegenden Gemeinden kamen knapp 500 Menschen zur Arbeit nach Losenstein. Der Bahnhof Losenstein liegt an einer Teilstrecke der Rudolfsbahn. | Hier fehlt eine Grafik, die leider im Moment aus technischen Gründen nicht angezeigt werden kann. Wir arbeiten daran! |

### Sport
Die Hohe Dirn ist ein ganzjähriges Ausflugsziel. Dazu kommen noch gut erschlossene Wander- und Radwege sowie Klettergärten mit Routen in allen Schwierigkeitsgraden.
Weitere sportliche Betätigungsmöglichkeiten bieten das Hallenbad Losenstein sowie Sauna- und Wellnesseinrichtungen.
Der ASVÖ Sportverein Losenstein (SVL) ist einer der größeren Vereine in der Region und vereint unter seinem Dach die Sektionen Fußball, Schwimmen, Tennis, Wintersport und seit 2011 Volleyball. Derzeit hat der Verein ca. 600 Mitglieder (Stand 2010) und besitzt Sportanlagen wie Fußballplätze inkl. Trainingsplatz sowie drei Sandtennisplätze, die auch von Gästen genutzt werden können.
Des Weiteren gibt es den Losensteiner Stockschützenverein.

## Politik
Der Gemeinderat hat 19 Mitglieder.

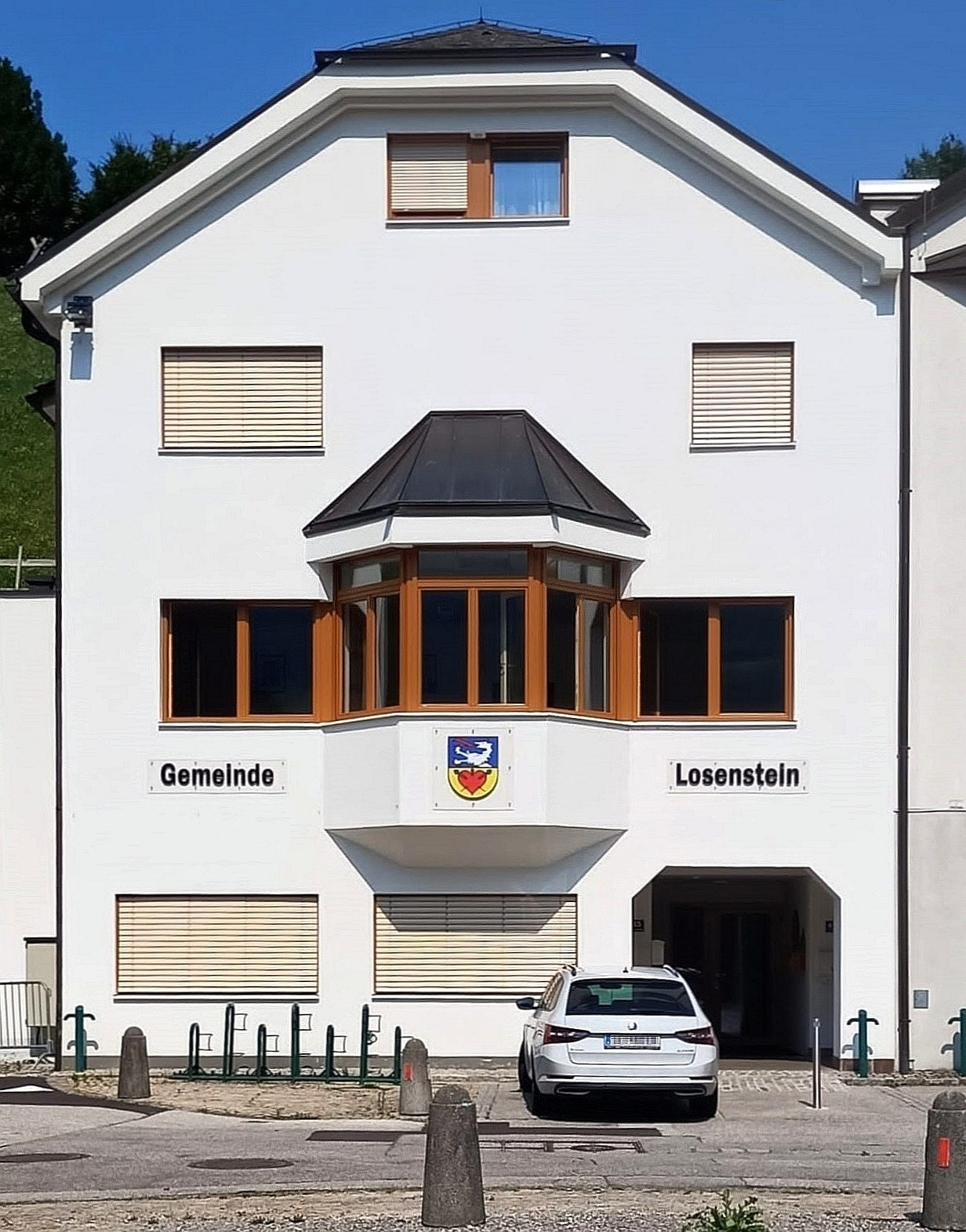
Gemeindeamt Losenstein

- Mit den Gemeinderats- und Bürgermeisterwahlen in Oberösterreich 1997 hatte der Gemeinderat folgende Verteilung: 10 ÖVP, 6 SPÖ und 3 FPÖ.[8]
- Mit den Gemeinderats- und Bürgermeisterwahlen in Oberösterreich 2003 hatte der Gemeinderat folgende Verteilung: 11 ÖVP, 7 SPÖ und 1 FPÖ.[9]
- Mit den Gemeinderats- und Bürgermeisterwahlen in Oberösterreich 2009 hatte der Gemeinderat folgende Verteilung: 11 ÖVP, 7 SPÖ und 1 FPÖ.[10]
- Mit den Gemeinderats- und Bürgermeisterwahlen in Oberösterreich 2015 hatte der Gemeinderat folgende Verteilung: 8 ÖVP, 4 SPÖ, 4 GRÜNE und 3 FPÖ.[11]
- Mit den Gemeinderats- und Bürgermeisterwahlen in Oberösterreich 2021 hat der Gemeinderat folgende Verteilung: 10 ÖVP, 6 SPÖ, 2 GRÜNE und 1 FPÖ.[12][13]

### Bürgermeister
Bürgermeister seit 1850 waren:
- 1850–1858 Johann Bögerl
- 1858–1864 Alois Größwang
- 1864–1873 Johann Dickbauer
- 1873–1876 Johann Sturmberger
- 1876–1879 Mathias Blasl
- 1879–1894 Alois Manseer
- 1894–1897 Ernst Kronsteiner
- 1897–1900 Alois Anthofer
- 1900–1903 Heinrich Sturmberger
- 1903–1906 Karl Vögerl
- 1906–1919 Andreas Schimpelsberger
- 1919–1933 Johann Schörkhuber
- 1933–1938 Franz Damhofer
- 1938–1942 Karl Marxrieser
- 1942–1945 Adolf Klaus
- 1945–1945 Karl Gsöllpointner
- 1945–1945 Franz Schönleitner
- 1945–1961 Otto Kronsteiner
- 1961–1968 Alois Weinberger
- 1968–1986 David Schmidthaler
- 1986–1986 Johann Singer
- 1986–1990 David Schmidthaler
- 1990–2008 Gottfried Schuh (ÖVP)
- 2008–2017 Karl Zeilermayr (ÖVP)
- seit 2017 Leopold Arthofer (ÖVP)[15]

### Wappen
Blasonierung: Geteilt; oben in Blau ein silberner, wachsender, rot bewehrter und gehörnter, feuersprühender Panther; unten in Gold ein rotes, von drei blauen Nägeln gekreuzt durchstochenes Herz. Die Gemeindefarben sind  Blau-Gelb
Der Panther war bereits das Wappentier der Losensteiner im 13. Jahrhundert. Das mit Nägeln durchbohrte Herz ist das Zeichen der Nagelschmiede, die 1498 ihre erste Zunftordnung erhielten.

## Persönlichkeiten

### Ehrenbürger der Gemeinde
- Gottfried Schuh, Altbürgermeister[17]

### Söhne und Töchter der Gemeinde

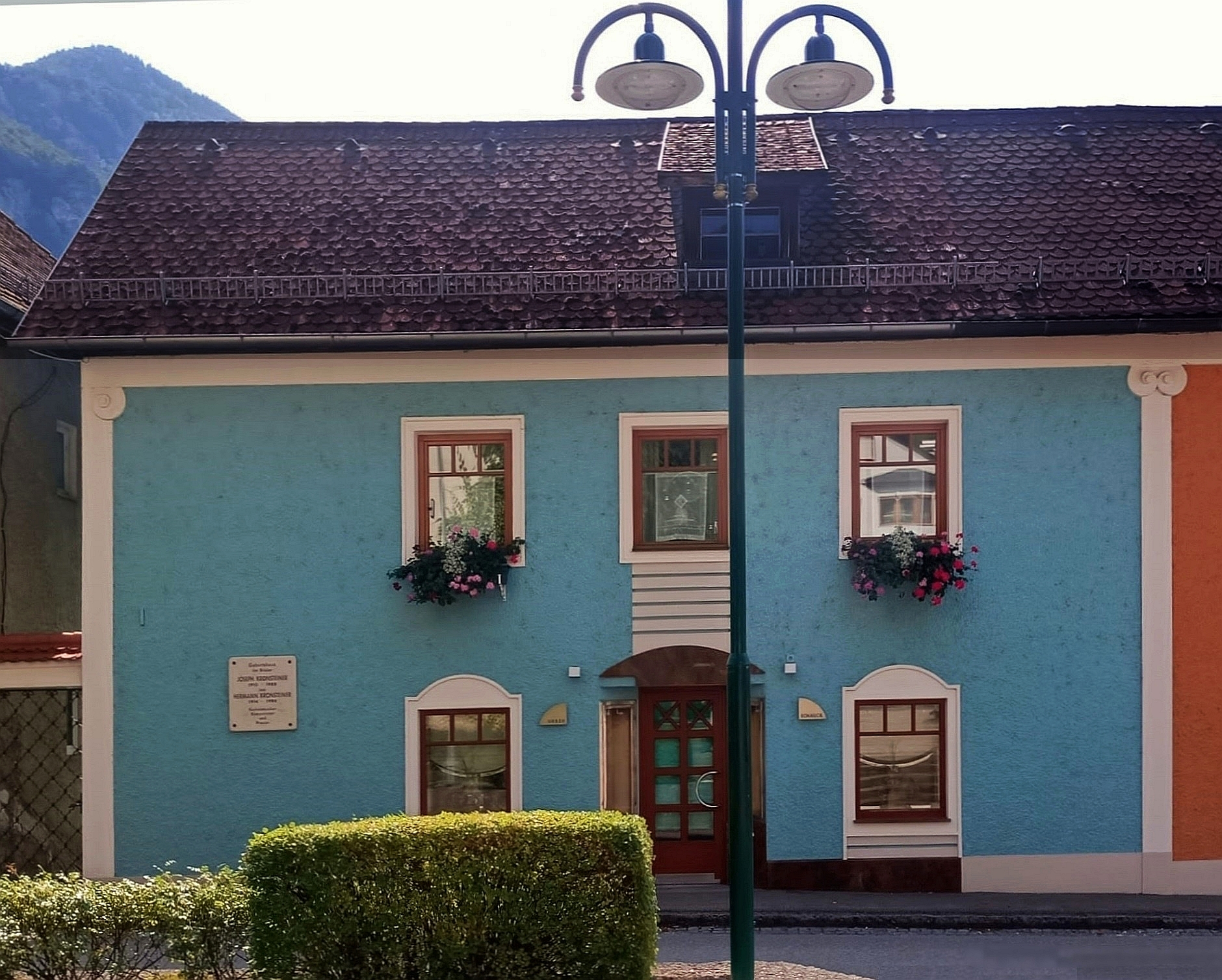
Geburtshaus von Joseph und Hermann Kronsteiner

- Anton Schosser (1801–1849), Dialektdichter
- Franziska Zach (1900–1930), Malerin, Grafikerin, Email- und Freskokünstlerin
- Isidor Hermengild Hintringer (1905–1990), Missionskapuziner
- Franz Xaver Blasl (1890–1971), Pfarrer in St. Georgen im Attergau, Dichter und Komponist[18]
- Joseph Kronsteiner (1910–1988), Komponist, Domkapellmeister und Professor am Bruckner-Konservatorium
- Hermann Kronsteiner (1914–1994), Komponist

### Mit Losenstein verbunden
- Carl Matuschka Edler von Wendenkron  (1858–1939), k.u.k. Generalmajor[19][20][21]
- Walter Wippersberg (1945–2016), Schriftsteller und Filmemacher (Das Fest des Huhnes)